# Mike Budenholzer
Mike Budenholzer, né le 6 août 1969, à Holbrook, dans l'Arizona, est un entraîneur américain de basket-ball. Il est l'entraîneur des Bucks de Milwaukee de 2018 à 2023, équipe avec laquelle il remporte les Finales 2021. Avant de rejoindre les Bucks, il passe cinq saisons à la tête des Hawks d'Atlanta et 18 saisons au sein du staff technique des Spurs de San Antonio, sous la gouverne de Gregg Popovich.

## Biographie

### Carrière de joueur
Originaire de Holbrook dans l'Arizona, il entre au Pomona College, où il joue pendant quatre ans au basket-ball et au golf et y a été nommé athlète de l'année en 1993. Il est diplômé en Philosophie, politique et économie. Après l'université, il a passé la saison 1993-1994 au Danemark, à jouer professionnellement pour le Vejle Basketball Klub, où il affiche en moyenne 27,5 points par match avec son équipe tout en servant comme entraîneur-chef pour les deux équipes de jeunes du club.

### Carrière d'entraîneur

#### Spurs de San Antonio (1996-2013)
Au début de la saison 1994-1995, Budenholzer est embauché par les Spurs de San Antonio en tant que coordinateur de la vidéo. Il occupe ce poste pendant deux ans avant d'être nommé entraîneur adjoint de l'entraîneur-chef Gregg Popovich au début de la saison 1996-1997. Budenholzer faisait alors partie d'une équipe qui a remporté quatre championnats de la NBA avec les Spurs.

#### Hawks d'Atlanta (2013-2018)
Budenholzer quitte San Antonio à la fin des playoffs 2013 pour commencer sa nouvelle carrière comme entraîneur des Hawks d'Atlanta. Les Hawks se qualifient pour playoffs de la Conférence Est en 8e position à l'issue de sa première saison comme entraîneur mais ils sont éliminés par les Pacers de l'Indiana dès le premier tour.
Mike Budenholzer est nommé entraîneur du mois de la Conférence Est en décembre 2014 après avoir mené les Hawks à un record de 14-2 dans le mois. Il est ensuite nommé entraîneur de l'équipe de la Conférence Est lors du NBA All-Star Game. Il remporte de nouveau le titre d'entraîneur du mois de la Conférence Est en janvier 2015 après avoir mené les Hawks à un record de 17-0 en un mois pour la première fois de l'histoire de la NBA. Le 21 avril 2015, il est nommé entraîneur NBA de la saison 2014-15.
Mike Budenholzer officialise le mercredi 25 avril 2018 qu'il n'ira pas au bout de son engagement avec Atlanta alors qu'il était encore sous contrat pendant deux ans.

#### Bucks de Milwaukee (2018-2023)
Intéressé par le projet des Bucks de Milwaukee, il s’engage avec le 17 mai 2018, pour 4 ans.
Le 31 janvier 2019, alors que les Bucks sont premiers de la conférence Est, il est choisi pour être entraîneur de la conférence pour le NBA All-Star Game. Sur la fin de la saison 2018-2019, il est élu entraîneur de l'année, pour la seconde fois.
Los de la saison 2020-2021, il emmène la franchise jusqu'en Finales NBA et parvient à remporter son premier titre NBA en tant qu'entraîneur principal, et le second titre des Bucks depuis 1971, soit 50 ans après le premier sacre.
En mai 2023, après l'élimination des Bucks au premier tour des playoffs, il est renvoyé de son poste d'entraîneur.

#### Suns de Phoenix (2024-2025)
En mai 2024, Budenholzer est nommé entraîneur des Suns de Phoenix. Le contrat de 5 ans est estimé à plus de 50 millions de dollars. À la suite d’une saison marquée d'abord par de bons débuts, cette dernière s’achève avec une 11e place de la conférence Ouest et un échec pour la qualification aux play-offs. 
Les Suns annoncent son licenciement le 14 avril 2025.

## Statistiques en tant qu'entraîneur
| Entraîneur de l'année | Champion NBA | Participation en playoffs |

| Équipe    | Année     | Saison régulière | Saison régulière | Saison régulière | Saison régulière | Saison régulière         | Playoffs | Playoffs  | Playoffs | Playoffs | Playoffs                                                               |
| Équipe    | Année     | Matchs           | Victoires        | Défaites         | %                | Classement               | Matchs   | Victoires | Défaites | %        | Résultat                                                               |
| --------- | --------- | ---------------- | ---------------- | ---------------- | ---------------- | ------------------------ | -------- | --------- | -------- | -------- | ---------------------------------------------------------------------- |
| Atlanta   | 2013-2014 | 82               | 38               | 44               | 46,3             | 4e en division Sud-Est   | 7        | 3         | 4        | 42,9     | Défaite contre les Pacers de l'Indiana au premier tour                 |
| Atlanta   | 2014-2015 | 82               | 60               | 22               | 73,2             | 1er en division Sud-Est  | 16       | 8         | 8        | 50,0     | Défaite contre les Cavaliers de Cleveland en finale de conférence      |
| Atlanta   | 2015-2016 | 82               | 48               | 34               | 58,5             | 2e en division Sud-Est   | 10       | 4         | 6        | 40,0     | Défaite contre les Cavaliers de Cleveland en demi-finale de conférence |
| Atlanta   | 2016-2017 | 82               | 43               | 39               | 52,4             | 2e en division Sud-Est   | 6        | 2         | 4        | 33,3     | Défaite contre les Wizards de Washington au premier tour               |
| Atlanta   | 2017-2018 | 82               | 24               | 58               | 29,3             | 5e en division Sud-Est   | -        | -         | -        | -        | Pas de playoffs                                                        |
| Milwaukee | 2018-2019 | 82               | 60               | 22               | 73,2             | 1er en division Centrale | 15       | 10        | 5        | 66,7     | Défaite contre les Raptors de Toronto en finale de conférence          |
| Milwaukee | 2019-2020 | 73               | 56               | 17               | 76,7             | 1er en division Centrale | 10       | 5         | 5        | 50,0     | Défaite contre le Heat de Miami en demi-finale de conférence           |
| Milwaukee | 2020-2021 | 72               | 46               | 26               | 63,9             | 1er en division Centrale | 23       | 16        | 7        | 69,6     | Champion NBA                                                           |
| Milwaukee | 2021-2022 | 82               | 51               | 31               | 62,2             | 1er en division Centrale | 12       | 7         | 5        | 58,3     | Défaite contre les Celtics de Boston en demi-finale de conférence      |
| Milwaukee | 2022-2023 | 82               | 58               | 24               | 70,7             | 1er en division Centrale | 5        | 1         | 4        | 20,0     | Défaite contre le Heat de Miami au premier tour                        |
| Phoenix   | 2024-2025 | -                | -                | -                | -                |                          | -        | -         | -        | -        |                                                                        |
| Total     | Total     | 801              | 484              | 317              | 60,4             |                          | 104      | 56        | 48       | 53,8     | 1 titre NBA                                                            |

## Palmarès

### Entraîneur principal
- Champion NBA en 2021.
- NBA Coach of the Year en 2015 et en 2019.
- Entraîneur du NBA All-Star Game en 2015 et 2019.

### Entraîneur adjoint
- 4× Champion NBA en 1999, 2003, 2005 et 2007.